# Wilhelm Horst (Maler)
Wilhelm Horst (* 13. September 1852 in Pfungstadt, Großherzogtum Hessen; † 1940) war ein deutscher Landschafts-, Porträt- und Miniaturmaler sowie Gemälderestaurator.

## Leben
In den Jahren 1870 bis 1873 war Wilhelm Horst ein Schüler von Rudolf Hofmann in Darmstadt. Danach besuchte er bis 1876 die Kunstakademie München. Dort unterrichteten ihn Johann Georg Hiltensperger und Otto Seitz. Drei Jahre lebte er dann in Prag, sieben Jahre in Wien, ehe er sich dauerhaft in Darmstadt niederließ, wo am 6. März 1887 sein Sohn Walther geboren wurde, welcher im Atelier seines Vaters und an der Münchner Akademie ebenfalls zu einem Maler heranreifte.
Horst schuf Porträts, auch Miniaturen der Großherzogin Eleonore und des Erbprinzen Georg Donatus von Hessen (1907/1908). Hauptsächlich betätigten er und sein Sohn sich jedoch als Gemälderestauratoren.